# Zhumeria
Zhumeria  (лат.) — монотипный род двудольных растений семейства Яснотковые (Lamiaceae), включающий вид Zhumeria majdae Rech.f. & Wendelbo. Выделен ботаниками Карлом Хайнцем Рехингером и Пером Эрландом Бергом Веннельбо в 1967 году.

## Распространение, описание
Единственный вид является эндемиком Ирана, распространённом на юге страны.
Хамефиты. Описание экземпляра из Бендер-Аббаса: цветки сине-фиолетовые, с белым пятном в центре, листья с пряно-лимонным ароматом.

## Значение
Zhumeria majdae широко используется в народной медицине на юге Ирана. Различные части растения обладают аллелопатическими свойствами. Листья применяются при болях в животе, болезненных менструациях. Экстракт листьев обладает антиноцицептивным и противовоспалительным действием.